# سيد علي خالدي
سيد علي خالدي (مواليد 16 مارس 1983) سياسي جزائري عيّنه رئيس الجمهورية عبد المجيد تبون، وزيرا للشباب والرياضة ضمن حكومة عبد العزيز جراد بتاريخ 2 يناير 2020 خلفا لـ رؤوف برناوي. .المشهور بجملة :الي متعجبوش الحال يبدل البلاد

## نشأته ودراسته

### نشأته
ولد سيد علي خالدي بتاريخ 16 مارس 1983 بمدينة الجزائر.

### دراسته
حاصل على عدة شهادات وهي:
- شهادة من المدرسة الوطنية للإدارة (الأول في الدفعة): 2011/2008.
- شهادة ما بعد التدرج المتخصص في الدبلوماسية.

## المناصب التي تولاها
تقلد عدة مناصب منها:
- وزير الشباب والرياضة منذ 2 يناير 2020.
- مكلف بمهمة لدى الوزير الأول، متعلقة بالمسائل الدبلوماسية والسياسية.